# 克拉索納 (加利福尼亞州)
克拉索納（英語：Clarsona）是位於美國加利福尼亞州阿馬多爾縣的一個非建制地區。該地的面積和人口皆未知。

## 地理
克拉索納的座標為38°22′26″N 120°59′01″W / 38.37389°N 120.98361°W，而該地的平均海拔高度為83米（即272英尺）。